# Председатель Европейского центрального банка
Председатель Европейского центрального банка — руководящая должность в Европейском центральном банке — учреждении, ответственном за денежно-кредитную политику Еврозоны и управление евро.

## Роль и назначение
Председатель возглавляет Исполнительный совет, Управляющий совет и Генеральный совет Европейского центрального банка. Он также представляет банк за рубежом, например, в G20. Председатель назначается на должность большинством в Европейском совете странами, которые присоединились к зоне евро, на 8-летний срок без права переизбрания. Однако первый президент, Вим Дуйзенберг, не занимал должность полный срок.

## История

### Под председательством Вима Дуйзенберга
Вим Дуйзенберг был действующим президентом Европейского валютного института в то время, когда ЕВИ трансформировался в Европейский центральный банк 1 июня 1998 года, незадолго до введения евро. Таким образом Дуйзенберг стал первым президентом ЕЦБ.
Согласно французской интерпретации договора о Еврозоне, Дуйзенберг должен был уйти в отставку после 4 лет из 8-летнего срока полномочий. Его преемником должен был стать француз Жан-Клод Трише. Дуйзенберг решительно отрицал, что была такая договорённость, и в феврале 2002 года заявил, что пробудет на посту до своего 68 дня рождения 9 июля 2003 года.
В то же время с Жан-Клода Трише не были сняты обвинения, в связи с чем он не имел возможности заменить Дуйзенберга на посту. Трише смог вступить в должность только 1 ноября 2003 года.
Вим Дуйзенберг умер 31 июля 2005 года.

### Под председательством Жан-Клода Трише
Жан-Клод Трише стал председателем Европейского центрального банка в 2003 году. На период его председательства приходится Европейский кризис суверенного долга. Во время своего пребывания на посту Трише подвергался критики со стороны Президента Франции Николя Саркози, который требовал такой политики ЕЦБ, которая была бы более ориентирована на рост экономики. Германия, наоборот, поддержала Трише, требуя уважать независимость банка.

Тем не менее, его также подвергли критике за покупку облигаций государств-членов Еврозоны во время кризиса. Члены правления ЕЦБ Аксель Ввебер и Юрген Старк ушли в отставку в знак протеста против этой политики. Экономист Международного валютного фонда Пау Рабаналь утверждал, что Трише:
...не только придерживается экспансионистской денежно-кредитной политики, но даже пожертвовал целевым уровнем инфляции ЕЦБ ради большего экономического роста и создания новых рабочих мест, а не наоборот.
Несмотря на то, что он отклонялся от своего мандата, он сумел сохранить контролируемую процентную ставку и придерживался политики стабилизации цен больше, чем Немецкий Бундесбанк до введения евро на территории Германии.
Во время своего последнего выступления в Европарламенте (35-е выступление в Европарламенте за время его пребывания на посту), Трише призвал к большему политическому единству, в том числе увеличению полномочий ЕЦБ, созданию исполнительной власти с европейским министерством финансов и большим надзорным полномочиям для Европейского парламента. Он также утверждал, что роль Европейского центрального банка в поддержании ценовой стабильности во время финансового кризиса и роста цен на нефть не следует упускать из внимания.

### Под председательством Марио Драги
Хотя Аксель Вебер был одним из вероятных преемников Трише, он ушёл из ЕЦБ в знак протеста против политики по осуществлению «bail out» во время кризиса. Марио Драги был избран председателем Европейского центрального банка 24 июня 2011 года и приступил к исполнению полномочий 1 ноября 2011 года.

## Список председателей и вице-председателей Европейского центрального банка
Список председателей с момента создания банка 1 июня 1998 года.
| # | Портрет | Председатель   | Государство | Вступил в должность | Покинул должность    |
| - | --- | -------------- | ----------- | ------------------- | -------------------- |
| 1 | | Вим Дуйзенберг | Нидерланды  | 1 июня 1998 года    | 31 октября 2003 года |
| 1 | Ранее министр финансов Нидерландов, президент De Nederlandsche Bank и президент Европейского валютного института.                                                 | Вим Дуйзенберг |             |                     |                      |
| 2 | | Жан-Клод Трише | Франция     | 1 ноября 2003 года  | 31 октября 2011 года |
| 2 | Ранее член Группы Тридцати и управляющий Банка Франции. | Жан-Клод Трише |             |                     |                      |
| 3 | | Марио Драги    | Италия      | 1 ноября 2011 года  | 31 октября 2019 года |
| 3 | Ранее управляющий директор Goldman Sachs, исполнительный директор Всемирного банка, председатель Совета по финансовой стабильности и управляющий Banca d’Italia . | Марио Драги    |             |                     |                      |
| 4 | | Кристин Лагард | Франция     | 1 ноября 2019 года  |                      |
|   | |                |             |                     |                      |

### Вице-председатели
Вице-председатель Кристиан Нойер был единственным, кто был назначен только на 4 года, так что его отставка совпала с ожидаемой отставкой Дуйзенберга. Его преемники, начиная с Лукаса Пападимоса, занимают должность на восьмилетние сроки.
| Вице-председатель | Вице-председатель | Государство                                                                                                | Вступил в должность | Покинул должность                     |
| ----------------- | ----------------- | --- | ------------------- | ------------------------------------- |
| 1                 | Кристиан Нойер    | Франция | 1 июня 1998 года    | 31 мая 2002 года                      |
| 1                 | Кристиан Нойер    | Ранее государственный служащий, консультант и руководитель казначейства при Министерстве финансов Франции. |                     |                                       |
| 2                 | Лукас Пападимос   | Греция | 1 июня 2002 года    | 31 мая 2010 года                      |
| 2                 | Лукас Пападимос   | Ранее старший экономист Федерального резервного банка Бостона, а затем управляющий Банка Греции.           |                     |                                       |
| 3                 | Витор Констансио  | Португалия                                                                                                 | 1 июня 2010 года    | 31 мая 2018                           |
| 3                 | Витор Констансио  | Ранее генеральный секретарь Социалистической партии и управляющий Банка Португалии.                        |                     |                                       |
| 4                 | Луис де Гиндос    | Испания | 1 июня 2018 года    | В должности Срок истекает 31 мая 2026 |
| 4                 | Луис де Гиндос    | Ранее Министр экономики Испании.                                                                           |                     |                                       |